# Max Perathoner
Max Perathoner (* 18. Januar 2003 in Wolkenstein in Gröden) ist ein italienischer Skirennläufer.

## Biographie
Perathoner ist der Sohn der beiden ehemaligen Skirennläufer Alan Perathoner und Ylvie Runggaldier. Er gab sein internationales Renndebüt am 12. November 2019 bei einem Juniorenrennen in Sulden. Sein erstes internationales Großereignis bestritt er 2023 bei den Juniorenweltmeisterschaften in St. Anton am Arlberg, wobei er in der Abfahrt den 27. Platz belegte. Bis zu diesem Zeitpunkt war Perathoner hauptsächlich bei FIS-Rennen in Italien sowie vereinzelt im Europacup an den Start gegangen.
Bei den Juniorenweltmeisterschaften im darauffolgenden Jahr feierte Perathoner den bisher größten Erfolg seiner Karriere. Im Département Haute-Savoie gewann er die Goldmedaille im Super-G, sowie jene in der Alpinen Team Kombination, gemeinsam mit Edoardo Saracco. Zudem erreichte er die Bronzemedaille in der Abfahrt.
Dadurch war Perathoner berechtigt, beim Weltcupfinale in Saalbach-Hinterglemm sein Weltcupdebüt zu geben. Er belegt beim Super-G am 22. März 2024 den 22. Rang, gewann jedoch aufgrund der Reglungen des Weltcupfinales keine Punkte.
Am 12. Dezember 2024 gelang ihm mit Rang 2 bei der Abfahrt in Santa Caterina seine erste Podestplatzierung im Europacup.

## Erfolge

### Juniorenweltmeisterschaften
- St. Anton 2023: 27. Abfahrt, DNF Super-G
- Haute-Savoie 2024: 1. Super-G, 1. Alpine Team Kombination, 3. Abfahrt

### Europacup
- 2 Platzierungen unter den besten 10, davon ein Podestplatz

### Weitere Erfolge
- 2 Siege bei FIS-Rennen